# Långträsk, Hammarland
Långträsk är en långsmal sjö i Torp by i Hammarland på Åland. Långträsks area är 37,9 hektar, strandlinjen är 5,81 kilometer lång.. Längs sjöns östra strand går landskapsväg 1, en tillhörande rastplats byggdes 2001.